# Academia de Lille
La Academia de Lille es un distrito educativo francés dirigido por un rector que agrupa a todas las escuelas en los departamentos de Nord y Pas-de-Calais. Su sede se encuentra en "20, rue Saint-Jacques" en Lille. La academia es responsable de más de un millón estudiantes y aprendices, más de cuatro mil escuelas, cuatro universidades públicas y un grupo de universidades privadas, así como dieciocho escuelas de ingeniería. La academia está gobernada por la 'Zona B'.

## Principales comunidades
1. Lille (227 560 hab.)
2. Amiens (133 448 hab.)
3. Roubaix (94 713 hab.)
4. Tourcoing (91 923 hab.)
5. Dunkerque (90 995 hab.)
6. Calais (72 589 hab.)
7. Villeneuve-d'Ascq (62 308 hab.)
8. San Quintín (55 978 hab.)
9. Beauvais (55 289 hab.)
10. Valenciennes (42 989 hab.)

## Lista de rectores
- Rectores de la Academia de Lille (desde 1887 hasta hoy)

| N.º | Nombre Apellido                  | Función                                                                                   | Años                | Nacimiento                               | Muerte                              |
| --- | -------------------------------- | ----------------------------------------------------------------------------------------- | ------------------- | ---------------------------------------- | ----------------------------------- |
| 14  | Henri Auguste Couat              | Profesor de literatura - Universidad de Burdeos (en francés : ‘’Université de Bordeaux’’) | 1887 - 1890         | 1846 en Toulouse                         | 1898 en Burdeos                     |
| 15  | Charles Marie Adolphe Bayet      | Profesor de literatura - Universidad de Lyon                                              | 1891 - 1896         | 1849 en Lieja                            | 1918 en Toulon                      |
| 16  | Julien Margottet                 | Doctor en Ciencias Físicas                                                                | 1896 - 1903         | 1848 en Ognolles                         | 1903 en Lille                       |
| 17  | Georges Lyon                     | Doctor en letras y Ciencias humanas                                                       | 1903-1924           | 1853 en París                            | 1929 en Lille                       |
| 18  | Albert Châtelet                  | Matemático                                                                                | 1924 - 1936         | 1883 en Valhuon                          | 1960 en París                       |
| 19  | Georges René Hardy               | Asociado de Historia y Geografía.                                                         | 1937 - 1940         | 1884 en Esquéhéries                      |                                     |
| 20  | Paul Duez                        | Decano de la Facultad de Derecho                                                          | 1940 - 1946         | 1888 en Épinoy                           | 1947                                |
| 21  | Michel Souriau                   | Doctor en letras y Ciencias humanas (París, 1925)                                         | 1947 - 1955         | 13 de marzo de 1891 en Lille             | 15 de abril de 1986 Aix-en-Provence |
| 22  | Guy Debeyre                      | Doctorado en Derecho                                                                      | 1955 -1972          | 1911 en Lille                            | 1998 en Lille                       |
| 23  | Jean-Claude Groshens             | Doctorado en Derecho                                                                      | 1972 - 1975         | 1926 en Strasbourg                       | 2010 en París                       |
| 24  | Maurice Niveau                   | Profesor de economía                                                                      | 1976 - 1978         | 1926                                     |                                     |
| 25  | Henri Touchard                   |                                                                                           | 1978 - 1981         | 25 de junio de 1921 en Angers            | 22 de marzo de 2005                 |
| 26  | Claude Durand Prinborgne         | Profesor de derecho público                                                               | 1981 - 1984         | 1928 en Rennes                           |                                     |
| 27  | Michel Migeon                    | Doctor en Ciencias                                                                        | 1984 - 1986         |                                          |                                     |
| 28  | Jean Claude Dischamps            | Economista                                                                                | 1986 - 1989         | 17 de enero de 1932 en Brassac-les-Mines |                                     |
| 29  | Claude Pair                      | Profesor titular de Matemáticas                                                           | 1989 - 1993         | 1934 en Blâmont                          |                                     |
| 30  | André Varinard                   | Doctor en derecho                                                                         | 1993 - 1997         | 1940 Les Sauvages                        |                                     |
| 31  | Jean Claude Fortier              | Doctor en derecho                                                                         | 1997 - 2002         | 1941 en Castres                          |                                     |
| 32  | Paul Desneuf                     | Doctor en Ciencias Económicas                                                             | 2002 - 2004         |                                          |                                     |
| 33  | Roland Debbasch                  | Doctor en derecho                                                                         | 2004 - 2005         |                                          |                                     |
| 34  | Intérim Françoise Plan Delhougne | Secretario General de la Academia de Lille                                                | 24 de junio de 2005 | 20 de julio de 2005                      |                                     |
| 35  | Nicole Bensoussan                | Doctor en letras y Ciencias humanas                                                       | 2005 - 2006         | 1943                                     |                                     |
| 36  | Bernard Dubreuil                 | Doctorado Estatal de Ciencias Físicas                                                     | 2006 - 2010         | 1948                                     |                                     |
| 37  | Marie-Jeanne Philippe            | Doctor                                                                                    | 2010 - 2012         | 1948 en Epinal                           |                                     |
| 38  | Jean Jacques Pollet              | Doctor en letras y Ciencias humanas                                                       | 2012 - 2015         | 1949                                     |                                     |
| 39  | Luc Johann                       | Doctor en Física Electrónica                                                              | 2015 - 2018         | 1963                                     |                                     |
| 40  | Valérie Cabuil                   | Profesora de química                                                                      | 2018 -              | 1961                                     |                                     |

## Profesores y alumnos distinguidos

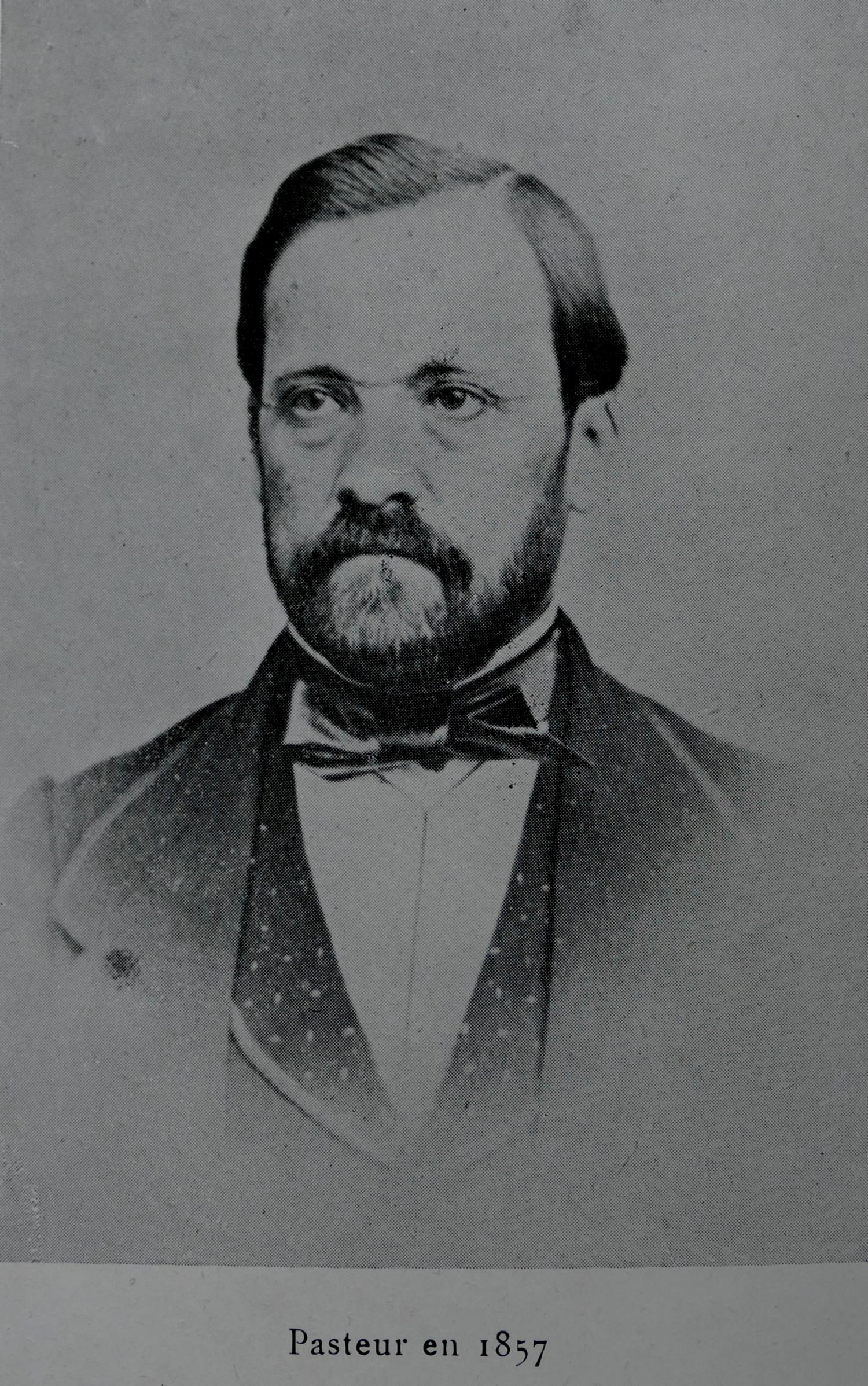
Louis Pasteur
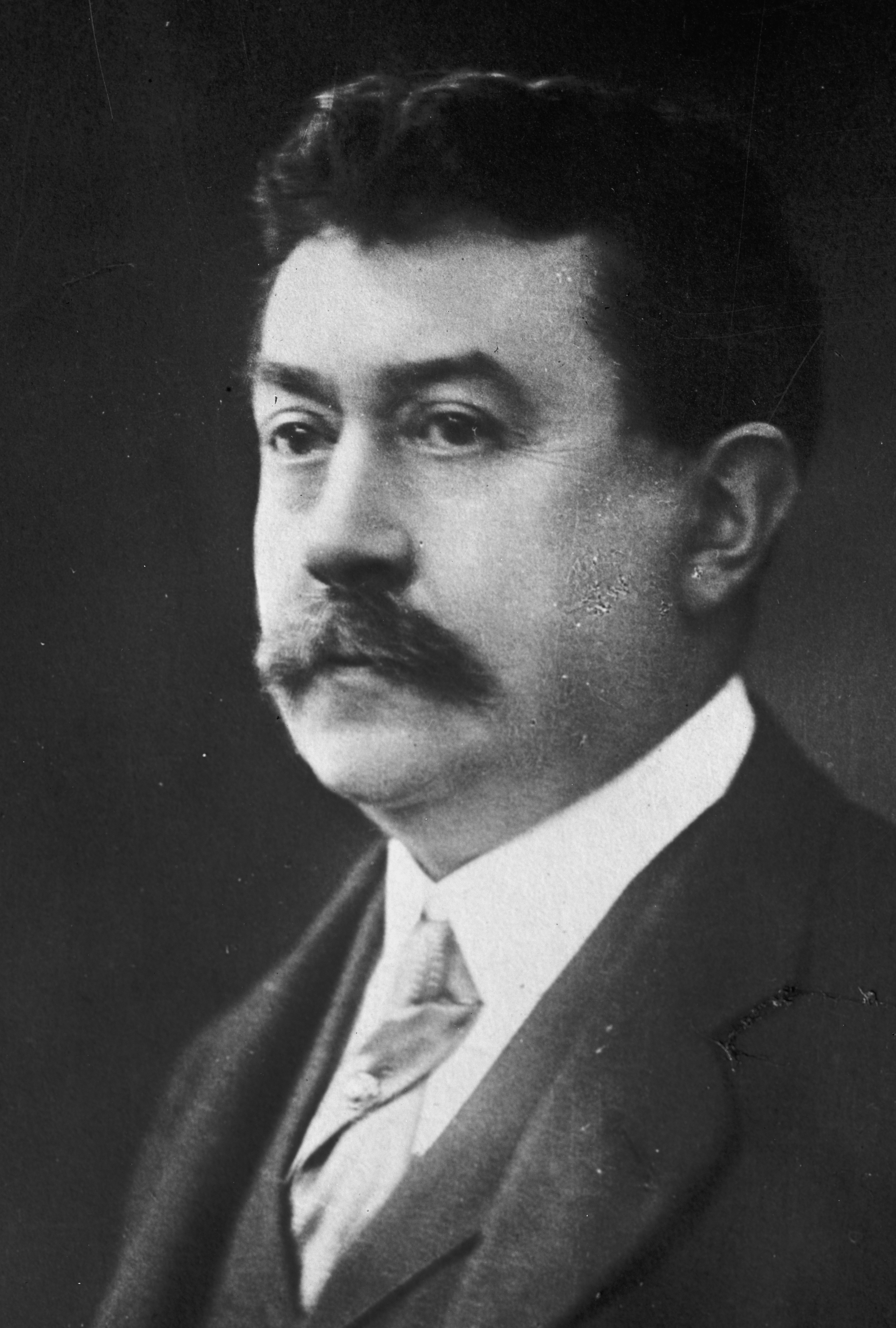
Paul Painlevé
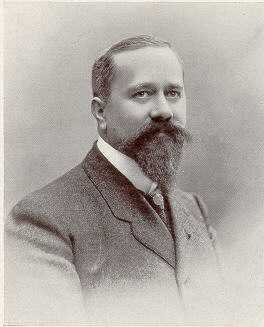
Albert Calmette
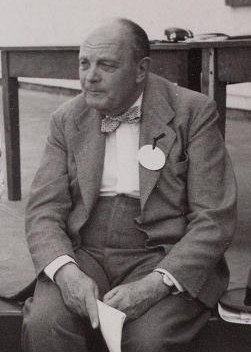
Jean Théodore Delacour
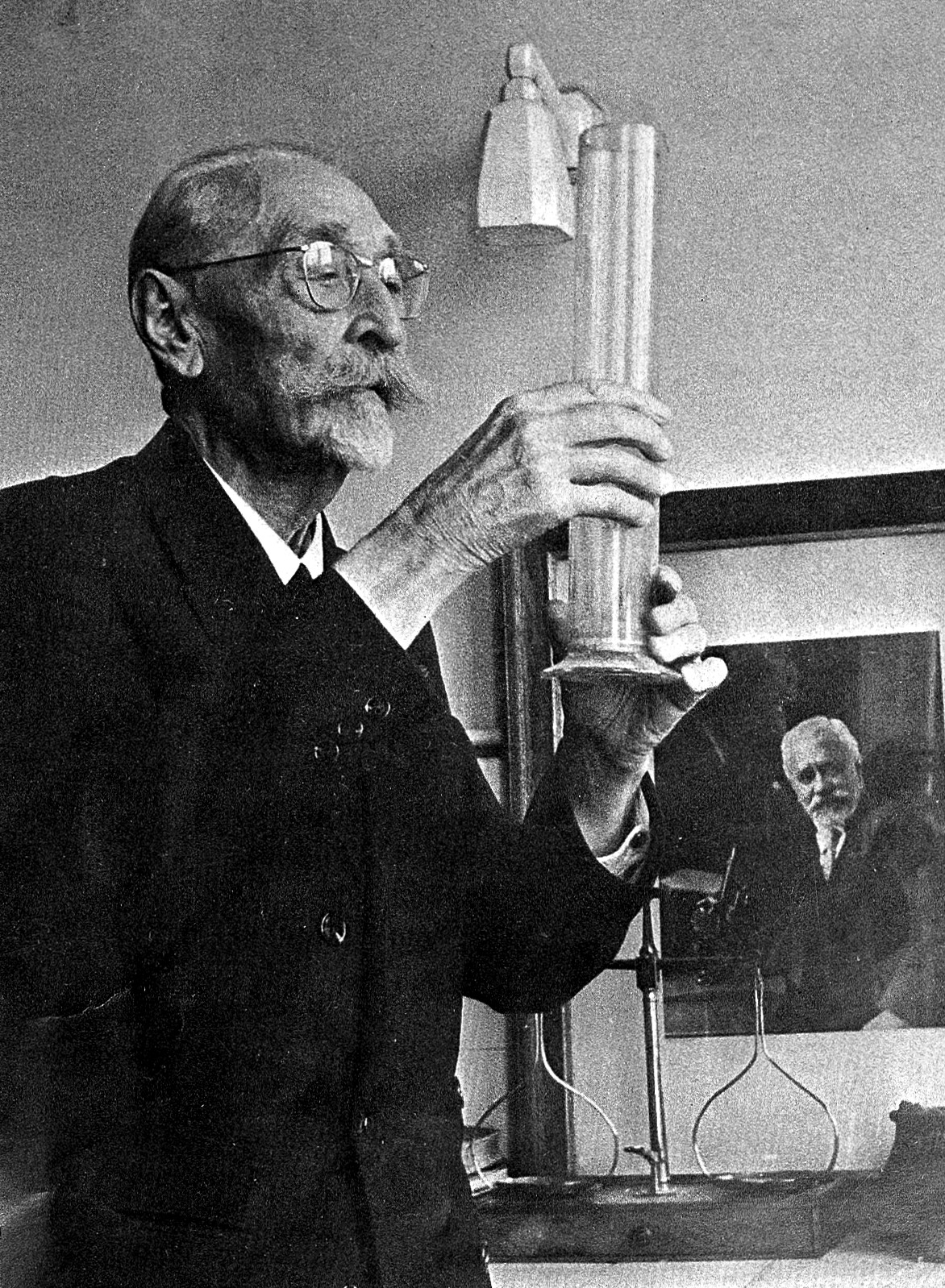
Camille Guérin
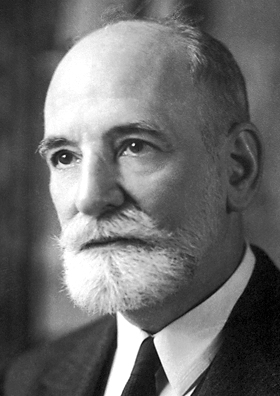
René Cassin
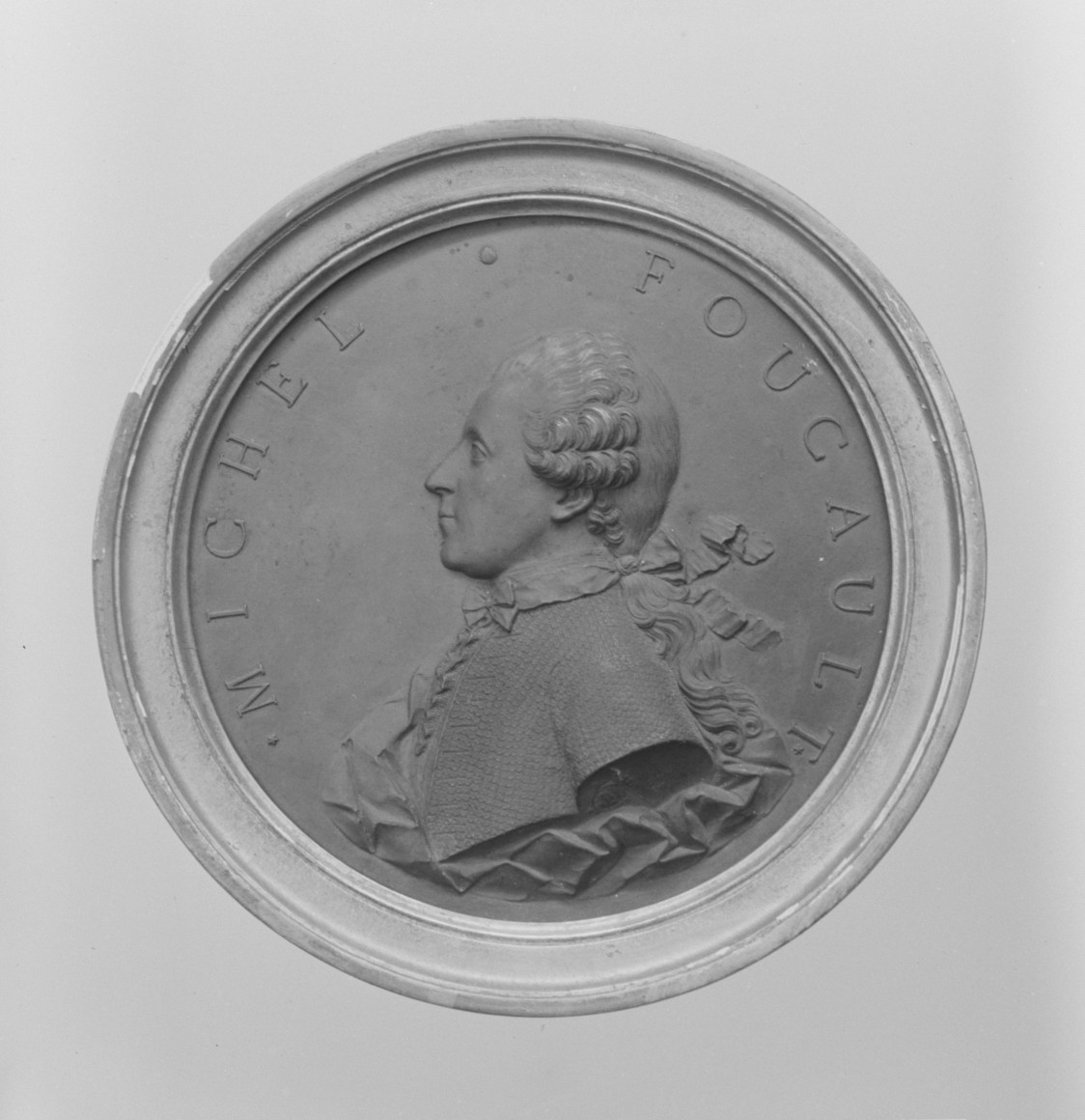
Michel Foucault
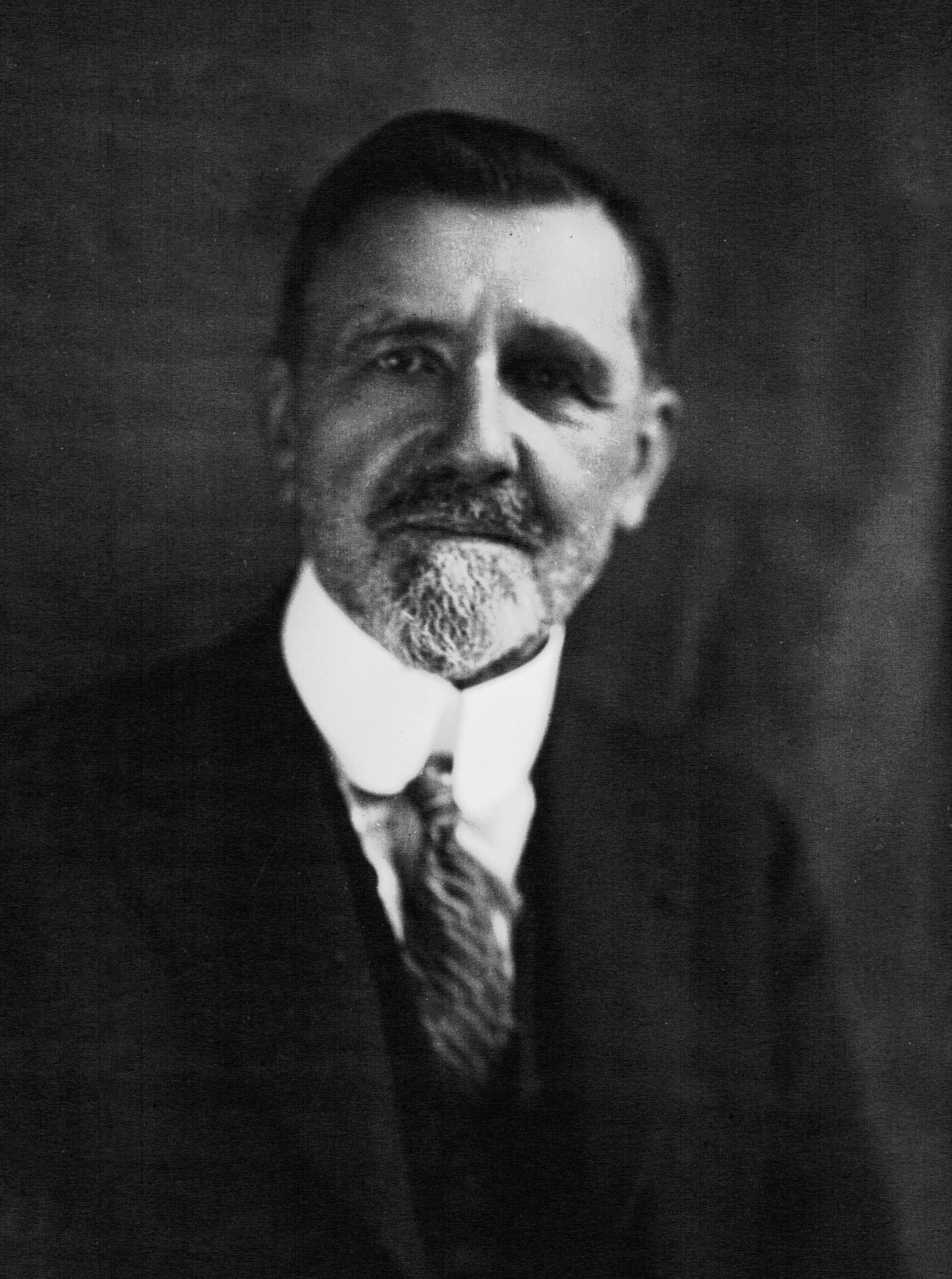
Émile Borel

- Jean Delannoy
- Claude-Auguste Lamy
- Benoît Mandelbrot
- Henri Cartan